# 南非種族隔離

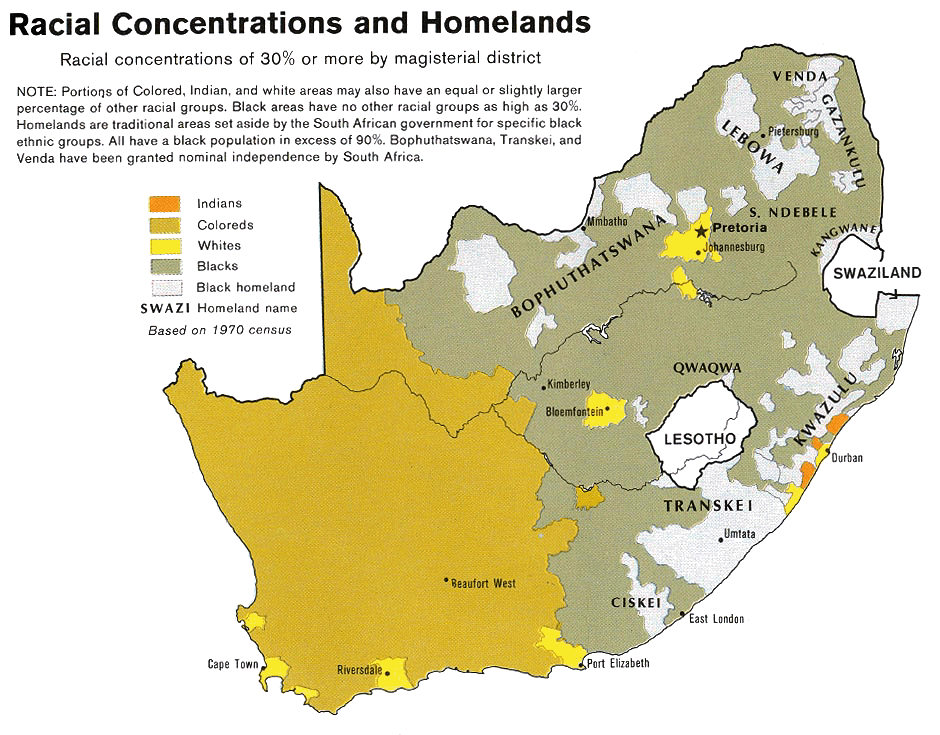
1970年南非人口普查的種族統計地圖，其中包括五种图例从上到下分別為：印度人、有色人、白人、南非人以及班图斯坦地区。

南非種族隔離，為1948年至1994年間南非在國民黨執政時實行的一種種族隔離制度，當時佔大多數的南非人，其包括集會、結社的各項權利受到大幅限制，維持歐洲移民白人的少數統治。

## 歷史總觀
南非的種族隔離早在荷蘭統治時就已經開始。十九世紀的英裔南非商人塞西爾·羅德斯在取消黑人及有色人種的權利上扮演重要的角色，他設立了第一個種族隔離的法案。種族隔離是在第二次世界大戰後開始倡導，主要是為了治安的原因，當時執政黨就是以阿非利卡人為主的國民黨，也在當地由南非託管的西南非實施，一直到1990年西南非獨立成為納米比亞共和國為止。在1948年南非大選時開始成為正式的政策。政府將居民分為四個種族：黑人、白人、有色人種及印度人，而有色人種及印度人又有更細的分類，各種族住在不同的區域中。在1960年至1963年，350萬非白人的南非人被驅離他們原來的家園，被迫進入隔近被分隔的區域中，這是近代史上大型的驅離行動之一，當時南非政府計畫搬遷人口之後要把這些地方逐出南非獨立，所以這樣的分化政策1970年起達到高峰，甚至廢除非白人的部分政治權利，那時也開始剝奪黑人的南非公民身份，在法律上他們成為地方分權的十個班圖斯坦中的公民，將其政治權限縮在「國中國」內，其中四個成為名義上的獨立國家。南非政府在教育、醫療、海灘及其他公共服務都實行種族隔離政策，而黑人得到的服務往往會比白人要差。
種族隔離在南非國內招致反對及暴力事件，也因此國際長期對南非禁運（包括武器禁運）。自1950年代起，一系列的黑人民眾起義及抗議事件，使得反種族隔離被禁止，反種族隔離領袖入獄。隨著抗議的擴散，越來越軍事化，政府的回應是壓制及暴力。國際組織更對南非制裁，南非政府的處境也更加艱難。1980年代由於經濟的壓力，南非白人政府開始改革種族隔離政策，但爭議仍在。總統弗雷德里克·威廉·戴克拉克自1989年開始取消一些種族隔離的相關法令，並在10月起開始釋放曼德拉及其他政治犯。1990年開始就結束種族隔離進行談判。在1991年時種族隔離政策及一些尚未廢止的相關法令被正式廢除，不過非白人在1993年才有資格投票，最後在1994年多民族的民主選舉中，由曼德拉帶領的非洲人國民大會勝出，1994年的多民族选举也被看作是南非種族隔離制度正式终结。

## 背景
根据《1806年开普投降条款》规定，新进驻的英国殖民统治者应遵守《罗马－荷兰法》所制定的旧法规。这就导致南非的大陸法系法律脱离了英国的《普通法》，形成了高度的立法自主性。由此，在南非各殖民地监管立法程序的总督和议会走上了一条与大英帝国其他统治区大不相同而独立自主的法治之路。
奴隶制时期，奴隶如需外出须持有通行证。1797年，斯瓦伦丹区和格拉夫-雷聂特区的荷兰殖民统治地方官员把通行证法规的适用范围扩展到奴隶以外的其他人群，命令所有科伊人（曾被称为霍屯督人）一旦在国内出行，不论出行目的，均须持有通行证。英国殖民地政府于1809年颁发的《霍屯督法令》正式确认了该命令，当中规定科伊人如需外出，必须从其主人或当地官员处获得通行证。 1828年第49号法令规定：对于潜在的黑人移民，应另外授予务工通行证。此类通行证只颁发给有色人种和科伊人，不用于其他的非洲人，但其他非洲人仍须携带通行证。
英国的1833年《废奴法案》（2 & 3 Will. IV, c. 73）废除了整个大英帝国的奴隶制，并推翻了《开普投降条款》。为遵守该法案，南非的法律于1835年加入了第1号法令，自此社会身份本为奴隶的人成为了合同工。后来，1848年的第3号法令颁发了一套针对科萨人的契约系统，该系统实际上与奴隶制无异。在19世纪余下的岁月里，南非各殖民地为限制非技术性工人的自由、增加对合同工的限制、以及制约种族间的关系通过了各项法律。
1892年的《选举与投票法案》通过投票费和受教育程度来限制黑人的选举权，1894年的《纳塔尔立法议会法案》剥夺了印度人的投票权。1894年的《格伦·格雷法令》经西塞尔·约翰·罗德斯首相所领导的政府煽动，限制了非洲人能拥有的土地数量。1905年，《通用通行证规则法令》否决了黑人的投票权，限制他们在特定范围内活动，并启用了通行证体系。《亚洲人登记法令》（1906）要求所有印度人登记并携带通行证。 1910年，南非联邦作为自治领成立，延续了固有的立法体系：《南非法令》（1910）给予白人政治权利，让白人拥有对其他种族的绝对操控权，剥夺黑人享有议会席位的权利；《原住民土地法》（1913）规定除开普的黑人外，所有黑人不得在“保留地”以外置地；《市区土著人法案》（1918）系为了将黑人驱逐至特定地区；《市区法令》（1923）首次规定居住隔离，并为白人领导的产业提供廉价劳动力；《有色人种歧视法案》（1926）禁止黑人矿工从事技术型行业；《土著管理法》（1927）命英国君主而非最高酋长为统领所有非洲事务的最高元首； 《土著托管与土地法》（1936）补充了1913年的《土著土地法》，同年，《土著代表法》从开普的选举人名单中移除黑人投票者，但允许他们选举三位白人进入议会。最早的种族隔离法律是由扬·史末资的统一党政府所制定的《亚洲人士土地保有权法案》，当中规定禁止向印度人卖地。
统一党政府在二战期间开始对隔離主義法律的执行力度有所减弱。由于害怕种族融合终将导致种族之间的同化，当时的立法机关成立了萨奥尔委员会，专门负责调查统一党的政策有何影响。委员会得出的结果是，种族融合会导致所有种族“丧失个性”。

## 制度的提出

### 1948年大选

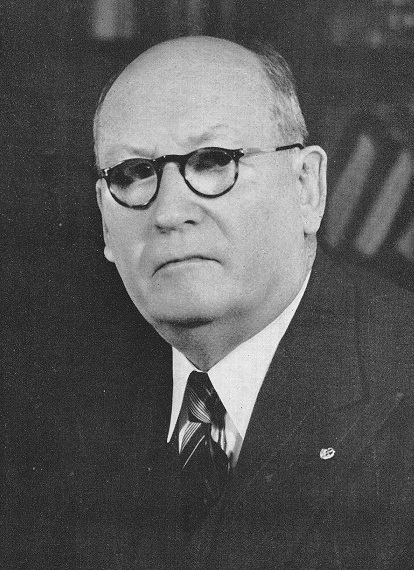
丹尼尔·弗朗索瓦·马兰，首位实行种族隔离政策的首相（1948年－1954年）

“Apartheid（种族隔离制度）”一词源于南非语（又稱阿非利卡语），意为“孤立、疏远”。南非种族隔离制度形成于1930年代至1940年代，与旧有的种族隔离政策相似并取而代之。“Apartheid”这一措辞在阿非利卡民族主义者讨论种族和政治问题时常常用到，他们企图在南非建立白人统治。1930年代至1940年代间，南非迅速崛起，成为了一个工业化和城市化的现代国家。而面对此巨变，南非白人却要实施种族隔离制度。南非白人的祖辈由德国人、比利时人、法国基督教新教徒、以及最主要的是荷兰殖民者组成，黑人劳工以及母语为英语的南非人在权力和经济上的成功让他们感到了威胁。南非白人认为史末资政府未能充分实施种族隔离政策，提高南非白人的生活条件，并解决“穷苦白人”的状况。
种族隔离制度的意识形态起源于南非各种族为了彼此的自身利益而需要相互隔离，而种族隔离制度的思想主体系基于对“科学种族主义”的坚信。南非白人认为不同的种族、文化融合在一起是不可能的，也是行不通的；甚至有人以為這種融合是對神的不敬。因此，白人执政的政府将推行种族隔离的政策。这种坚持种族分离的主张便形成了“种族隔离制度”这一政治和法律理论。
1948年大选前夕，主要的阿非利卡民族主义政党——由新教教士丹尼尔·弗朗索瓦·马兰领导的重新联合国民党就其种族隔离政策进行了竞选宣讲。重新联合国民党以微弱的优势击败了史末资的统一党，并与另一个阿非利卡民族主义政党——南非白人党组成了联合政府。事实上，统一党的得票比这两个阿非利卡民族主義政党要多，但整个投票体系向种族隔离主义者倾斜而漠视农村地区人民。马兰成为了首位实行种族隔离政策的首相，这两个政党后来合并组建成国民党（NP）。

### 种族隔离法
国民党的领导人认为南非不是一个单一民族的国家，而是由四个完全不同的种族组成：白人、黑人、有色人种和印度人。这些人种再细分为13个民族或种族组别。白人分为英语组和南非语组；黑人民众被分成10个组别。
南非当时通过的各项法律为实行“大隔离法”做铺垫。“大隔离法”强调大规模的种族分离，强迫人们根据人种的分类居住到不同的地方。这一策略在某种程度上是采用了残留下来的英式规定。在英布战争中，英国殖民者接管了布尔人所建立的两个共和国后就是这样对不同种族进行了隔离。黑人被迁移至他们自己的小镇，形成了“黑人城镇”或“黑人居住区”。此外，“小隔离法”的法律被通过。以下为种族隔离法律的主要内容。
第一项“大隔离法”的法律是1950年的《人口登记法》，使种族分类正式化。当中规定所有18岁以上的人须持有身份证，并进行种族登记。另外还成立了官方的调研组或委员会，查清种族不明的人的身份。其中一些家庭，特别是有色人种的家庭中，一部分家庭成员被定为与其他成员不同的种族时，要拆散他们的家人是较为困难的。
第二项“大隔离法”的法律是1950年的《种族分区法》。在此之前，大部分殖民地允许不同种族的人一起居住。这项法令结束了各地区多种族并存的状况，并分别规定各种族的居住地。每个种族被分配到不同的地区，这也为后来的种族强迫迁徙提供了条件。1951年《防止非法定居法》规定政府有权拆除黑人贫民区，并责令白人雇主出资为其获批住在白人城内的黑人劳工建房。
1949年《禁止跨族婚姻法》禁止不同人种之间联姻；1950年《背德法》规定不同人种间如发生性关系，将视为刑事犯罪。
1953年《隔离设施法》允许市属用地可为某一种族专属使用，禁止混用长椅、公车、医院、学校和大学等公共设施。很多公共设施，甚至连公园里的长凳上都挂上了“白人专用”的布告板。黑人所享受的公共服务远不如白人，并在较小程度上次于印度人和有色人种。
另外，还有法律出台以压制对种族隔离的抗争，尤其是武力抵抗。1950年《反共产主义法》禁止任何政党认同共产主义。该法令过于笼统地定义了“共产主义”及其目标，因此任何反对政府政策的人都可能被贴上“共产主义者”的标签。由于法律中明确说到共产主义致力于扰乱种族之间的和谐，因此常以此为由钳制对种族隔离的反对之声。禁止妨害治安的集会，同样，某些被认为对政府造成威胁的组织也遭查禁。
1953年《班图人教育法》开始实施教育上的隔离，该法令为非裔学生单独设立了一个的教育系统，意欲把黑人培养成工薪阶层。1959年，只招收黑人、有色人种和印度人的大学创立了。原有的大学不再允许吸纳黑人新生。1974年《南非语媒体法》规定在黑人家园以外的地区，南非语和英语在高中授课的使用比例应各占50%。
1951年《班图权力法》为黑人和白人分别建立单独的政府架构，这是第一部支持在“黑人家园”（亦称班图斯坦）实现“分别发展”这一政策的法律制度。1958年《促进班图自治法》牢固确立了国民党建立名义上的独立“黑人家园”政策，提出了本可促使行政权力下放的“自我管理的班图部门”，并承诺其未来将拥有自治权和自治政府。另外，还废除了代表非洲人的白人席位，并从投票者名单中移除了仅有的几位具投票资格的黑人。1959年《班图投资法》建立起向黑人家园转入资金的机制，以在当地创造就业岗位。1967年的法律允许政府停止“白人城区”的工业建设，并将转向“黑人家园”进行此类工业建设。1970年《黑人家园公民身份法》标志着班图斯坦计划进入一个新阶段，从此黑人成了十个“黑人家园”自治区之一的公民。此举的目的是通过让所有十个班图斯坦取得完全的独立，确保白人仍占南非境内总人口的大多数。
不同种族的人不可一起进行运动，但并没有关于运动隔离的法律。
政府加强执行通行证法律，强迫黑人携带身份证件，以防其他国家的黑人移民至此。黑人必须受雇用才能在城市居住。截至1956年，绝大多数情况下女性不必遵守通行证的规定，因为每次想对女性实行通行证法规都遭到强烈抵制。

### 剥夺选举权
1950年，马兰宣布国民党打算设立一个“有色人种事务部”。马兰的接任者约翰内斯·格哈杜斯·斯揣敦剥夺了黑人和有色人种在开普省的投票选举权。其上一届政府于1951年向议会提出《代表分离法案》；然而，四名投票者——哈里斯、弗拉克林、柯林斯和艾德加·迪恩在法庭上质疑该法案的正当性，并得到统一党的支持。开普最高法院支持该项法案，但由于上、下议院的联合会议中有三分之二的议员被调去修改宪法的刚性条款，上诉法院推翻了最高法院的裁决，裁定该法案无效。 随后，政府在1952年提出了《议会高等法院法》，赋予了议会驳回法院裁决的权力。开普最高法院和上诉法院宣布此项法案无效。
1955年斯揣敦政府把上诉法院的法官人数从5名增加至11名，新任命的法官都是支持民族主义的。同年，他们制订了《参议院法令》，把参议院的席位从49个增加至89个，并且调整为国民党能控制其中的77个席位。1956年，上、下议院召开了一次联合会议并在会上通过了《代表分离法案》，有色人种投票者从原来的普通选民名单被移至一份新的有色人种选民名单。投票后，参议院立即恢复到原来的规模。《参议院法令》在最高法院受到质疑，但不久前扩大的上诉法院都是支持政府的法官，因此支持该法令以及移除有色人种选民名单的法令。
1956年的法律批准有色人种选举四名白人进入议会，但一部1969年的法律废除了这些席位并剥夺了有色人种的投票权。由于亚洲人在此時不享有投票权，因此白人是當時唯一拥有选举权的种族。

### 南非白人间的联合
南非成为一个共和国之前，南非白人在政治上主要分为两派：以荷裔白人（即阿非利卡人）为主的亲共和主義保守派，以及英裔白人為主的反共和主義自由派，而兩次布尔战争的历史遗留仍对一部分人产生影响。共和国成立后，亨德里克·维沃尔德总理立即呼吁英裔和荷裔白人改善关系，增进团结。 他声称目前唯一的分歧是是否支持种族隔离制度，民族分歧不再存在于荷裔和英裔白人之间，而在于白人和黑人之间。大部分荷裔白人支持所有白人站在同一阵线上，以保障自身安全；而英裔选民却意见不一——很多人反对共和制，在纳塔尔省形成了多数“反对”票。 后来，部分英裔人士意识到白人需要联合起来，因为他们认为非洲其他地区的去殖民化趋势正不断增强并为此感到忧虑。当时的英国首相哈罗德·麦克米伦发表的讲话“变迁之风”让英裔白人觉得英国已经遗弃他们。更多的保守派英裔人士选择支持维沃尔德首相；其余的人在纠结是否保留与英国的关系并对英国皇室保持忠诚，他们对英国與南非国籍之间的两难抉择感到恼怒。尽管维沃尔德尽力将这两个白人团体联合起来，但是随后的投票表明他只获得了少数人的支持， 也就是说很多英裔人士还是采取漠不关心的态度。所以，维沃尔德并不能把白人团结起来，英裔和荷裔白人之间的分歧仍然存在。

## “黑人家园”

展示班图斯坦具体位置的南非地图

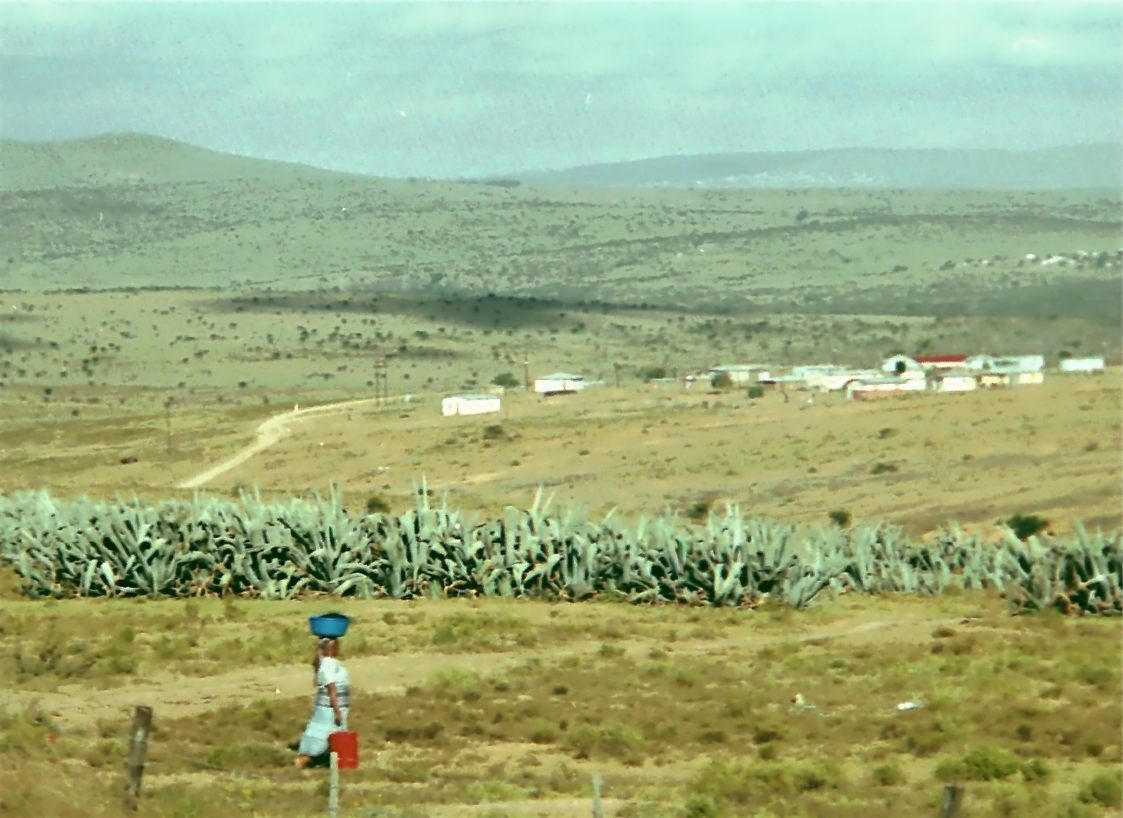
西斯凯的农村地区是种族隔离时代的“黑人家园”之一

在“黑人家园”体系之下，政府尝试把南非分成一系列单独的州，并希望每个州发展成为单一民族组成的国家。
土地分割已不是一项新的制度，如19世纪时英国政府就创建了“保留地”。在种族隔离制度下，13%的土地被划为“黑人家园”。这一土地比例远小于黑人占南非总人口的比例，且划分的土地大多位于全国经济欠发达的地区。1954年汤姆林森委员会表示种族隔离制度和黑人家园体系是正当合理的，并称应为黑人家园加拨土地，但此提议并未得到落实。
维沃尔德于1958年成为首相后，“分别发展”政策逐步形成，而黑人家园体系是该政策的重要组成部分之一。维沃尔德认为应当让这些黑人家园独立，其政府对该政策作出如此解释：“因此，本政府的政策并不是种族或肤色歧视政策，而是通过赋予各个黑人家园在其境内的自决权，根据各家园（国）的民族主义建立的差别对待政策——因此就有了‘分别发展’政策”。 在黑人家园体系中，黑人不再是南非的公民，而成了各个独立家园的公民，他们只能以外籍劳工的身份，凭着临时工签到南非打工。1958年通过了《促进班图自治法》，建立起边境产业，并制定了《班图人投资法》，以促进黑人家园以内或附近的经济发展和就业。很多从未在其所属家园境内居住过的南非黑人被强迫从城里搬到黑人家园。
十个家园分别分派给不同的黑人种族：莱博瓦（北苏陀人，也称佩迪人）、庫瓦庫瓦（南苏陀人）、博普塔茨瓦纳（茨瓦纳人）、夸祖魯（祖鲁人）、卡恩格瓦尼（斯威士人）、特兰斯凯和西斯凯（科萨人）、加赞库卢（聪加人）、文达（文达人）以及夸恩德貝勒（恩德贝莱人）。其中四个家园由南非政府宣布独立：1976年特兰斯凯、1977年博普塔茨瓦纳、1979年文达和1981年西斯凯（被称为“特博文西四国”）。一个家园一旦被给予形式独立后，其公民须注销南非公民资格，成为家园的公民。此后，这些人手持护照而不再是身份证。在形式上自治的家园，其公民的南非公民资格受限，也就是说他们不再是法律上承认的南非公民。南非政府企图把家园的黑人公民看作是导致其他国家非法移民入境问题的根源。

### 国际认同
南非境内的班图斯坦被定义为“自治国”或“独立国”。理论上，自治的班图斯坦对其内部运作的许多方面有控制权，但还不是主权国家。独立的班图斯坦（特兰斯凯、博普塔茨瓦纳、文达和西斯凯，被称为“特博文西四国”）想要成为完全独立自主的主权国。实际上，这些国家并没有自身的经济架构可言，而且几乎全是面积狭小、互不连结的土地。这就意味着所有班图斯坦只不过是南非的傀儡国。
独立的班图斯坦存在期间，南非是唯一一个承认其独立性的国家。尽管如此，很多国家的内部组织以及南非政府都曾试图进行游说，使之得到承认。譬如，特兰斯凯成立之时，瑞士–南非协会鼓励瑞士政府承认这一新国家。1976年，当一份美国众议院的决议案竭力要求美国总统不承认特兰斯凯时，南非政府极力游说立法者反对该议案。特博文西四国承认其他独立的班图斯坦，同时，南非为兑现其对特博文西主权国的承诺，分别于四国的首都设立了大使馆。

## 强迫迁徙
1960年代至1980年代初，政府实行“重予安置”政策，强迫人们搬到指定的“种族分区”。数以百萬计的人被迫搬迁，受牵连的人群包括由于贫民区清拆计划需要搬迁的人、白人农场的佃户、所谓“黑点”（黑人在白人区拥有的土地）的住户、住在黑人家园附近镇区的工人的家庭成员、包括成千上万西开普人在内（西开普被定为“有色人种劳工特惠区”）的城区“过剩人口”。50年代最广为人知的一次种族迁徙发生于约翰内斯堡，当时60,000人被迫迁至“索韦托”新城镇（其名源于“西南部黑人居住区”的首字母缩写）。
1955年以前，索菲亚镇（地处约翰内斯堡郊区）是为数不多的几个允许黑人拥有土地的城镇之一，并逐渐发展成一个多种族共存的贫民区。随着约翰内斯堡的工业发展，索菲亚镇成了一群快速壮大的黑人劳工的安居之地，因为这里生活便利、临近市中心，设有约翰内斯堡内唯一一个对黑人孩子开放的游泳池。索菲亚镇是约翰内斯堡历史最悠久的黑人居住区，对于镇上50,000名黑人居民而言，无论是其十足的活力，还是独特的文化都具有实质的象征意义。尽管非洲人国民大会强烈抗议并吸引了世界各地的注意，但索菲亚镇还是按照“西部地区迁徙计划”于1955年2月9日进行了迁徙。一大清早，全副武装的警察将居民赶出家门，把他们的行李装上政府的货车，将居民运到离市中心13英里（19公里）的一个名为“米朵兰”（意为大草地）的地方，这是政府在1953年买下的。米朵兰成了新规划的黑人城区“索韦托”的一部分。而索菲亚镇被拆除重建，成了白人居住的市郊，取名为“翠昂夫”（Triomf，在南非语中意指“胜利”）。这种强制拆迁的行动一直持续了几年，遭殃的也不只是非裔人群。如在德班的卡托区和开普镇的第六区，根据1950年《种族分区法》的规定，55,000名有色人种和印度人被迫迁至开普平原区各镇。同样根据《种族分区法》的规定，将近600,000名有色人种、印度人和中国人被迫迁移。约40,000名白人也被迫迁居，因为部分土地由“南非白人区”变成“黑人家园”，而被趕走。

## “小隔离法”
国民党通过了一系列被称为“小隔离法”的法律。第一部是1949年第55号法令《禁止跨族婚姻法》，严禁白人与其他种族的人结婚。1950年第21号法令《背德法修正案》（1957年第23号法令修订本），禁止白人与非洲人、印度人或有色人种之间“非法的种族间交往”以及“任何违背道德或有伤风化的行为”。
除非有许可证，黑人不可以在“南非白人区”经商或从事其他职业。他们必须回到“黑人家园”并在那里营商和就业。交通和市政设施须分开使用——黑人巴士停在黑人巴士站，白人巴士停在白人巴士站。火车、医院和救护车都是分开使用的。由于白人病患较少，而且白人医生偏向于到白人医院工作，因此白人医院的条件远比常常病患过多、医护人手不足的黑人医院好得多。黑人不能在白人区生活或工作，除非他们持有通行证。只有享有“第十章”权利的黑人（二战前移居到城市的人）可不受此规定的约束。一个通行证只允许通行到一个地区（通常是一个镇），限制持证人只能到获批的那个地方。没有有效证件的人会因非法移民而被拘捕和审判，随后会被驱逐出境，同时该非法移民的雇主会因聘用非法移民而被告。警车会巡逻白人区，查捕没证的黑人。黑人禁止在南非白人区雇用白人。
黑人和有色人种（混合）工人的工会早在20世纪初期就存在，但一直到80年代改革时才出现了一场大规模的黑人工会运动。在种族隔离制度下，工会是种族隔离的。54个白人工会，38个印度人和有色人种工会以及19个非洲人工会。《工业调解法》（1956）规定禁止创立多种族的工会，并企图把现有的多种族工会按种族拆分成独立的分支或机构。
20世纪70年代期间，南非政府对白人儿童的人均教育资金投入是班图教育系统（南非白人区的黑人学校的教育系统）的黑人儿童的十倍。1959年后，高等教育也分别在不同的大学和社区大学进行。黑人家园里创办了八家黑人大学，其中西斯凯（现在的东开普）的福特哈尔大学只接收母语是科萨语的学生。索托语、茨瓦纳语、佩迪语和文达语为母语的学生被安排到位于特伏鲁普的新成立的北方大学学院就读，而另一家新办的祖鲁兰大学学院专门接收祖鲁学生。有色人种和印度人分别在开普和纳塔尔有其对应的学校。
每个黑人家园控制其自身的教育、卫生和警力系统。黑人严禁买烈酒，他们只能买国家生产的劣质啤酒（尽管此规定后来放宽了）。公共长椅是种族隔离的。公共游泳池、一些人行天桥、电影院内的停车位、墓园、公园和公厕都是分开使用的。白人区的电影院和戏剧院不允许黑人进入，而黑人区几乎没有电影院。白人区绝大部分的餐馆和旅店不接待黑人顾客，除非是员工方可入内。按照1957年《教堂本地法修正案》的规定，严禁黑人进入白人教堂礼拜，但这条规定从未严格执行。教堂是少数几个不受相关法律约束、允许种族共存的地方。年收入360兰特或以上的黑人须缴税，但白人的纳税门槛是黑人的两倍（年收入750兰特或以上的白人才需要纳税）。然而，白人的税率比黑人的要高得多。
农业用地以及很多价值极高的住宅用地。大部分黑人在“黑人家园独立”时被剥夺了南非的公民资格，他们再也无法申请南非的护照。黑人很难满足护照申请资格，而且政府认为持有护照是特权，不是权利，因此政府也并没有给很多黑人印发护照。种族隔离制度已渗透在文化和法律中，并由大多数主流媒体牢固地确立起来。

## 有色人种分类
人口根据种族分为四大群体：“黑人”、“白人”、“印度人”和“有色人种”（用引号表示这是南非法律原文中的说法）。有色人种包括班图人、科伊人、欧洲人和马来人之间的混血种人，其中很多人是当年被运到南非当奴隶和合同工的印度人、马达加斯加人和中国人的后代。
制定种族隔离制度的部门当时设计了复杂（而专横的）标准，通过实行《人口登记法》来判定有色人种。级别较低的官员负责采取测试的形式判定一个人属于有色人种还是黑人，或者属于有色人种还是白人。有时候，同一个家庭的成员被判定为不同的种族。判定为有色人种后，会通过进一步测试确定此人属于有色人种类别下的哪个种族。在后种族隔离时代，很多之前被判定为有色人种的人都反对继续使用“有色人种”一词，尽管这个词已经不再具有任何法律意义。“所谓的有色人种”（南非语为sogenaamde Kleurlinge）以及“褐色人种”（bruinmense）等表达在80年代被广泛使用。
在种族隔离制度下有色人种受到歧视，国家政策规定他们住在单独的镇区，甚至强迫他们离开其家族世世代代传下来的祖屋。再者，他们只能受到较低等的教育，但比黑人所受的教育要好。 有色人种在反种族隔离运动中发挥了重要的作用：比如，1902年成立的非洲政治组织几乎全由有色人种组成。
1950年-1983年，有色人种的投票权像黑人一样被完全剥夺。然而，1977年，国民党核心高层会议通过了允许有色人种和印度人在中央政府任职的提案。1982年，宪法决案引起了一场白人的公投，最终通过了三院制议会。1983年的修宪允许有色人种和亚洲少数群体在三院制议会中的单独议院中参政。意思就是有色人种这一少数群体可享有投票权，而黑人这一多数群体将成为独立家园的公民。这种隔离政策一直持续到种族隔离制度被废除。三院制改革推动了（反种族隔离的）南非民主统一战线（UDF）的形成，旨在防止参选的有色人种和印度人与白人结成联盟。1983年至1989年的UDF和国民党的争斗成了南非左翼和右翼之间最激烈的斗争时期。

## 影响

### 女性
殖民主义和种族隔离制度对女性产生巨大的影响，因为女性遭到种族和性别的双重歧视。她们很难找到工作。很多黑人和有色人种的女性是农工或家佣，但收入极低，有的甚至无收入。普遍儿童因营养不良和恶劣的卫生条件而遭受疾病的折磨，因此死亡率很高。规定黑人和有色人种工人必须遵循“受控制行动”要求的1923年《土著人城市区域法》以及通行证法律使一些家庭成员分隔两地，因为男性通常在市中心工作而女性被迫留在农村地区。婚姻法和生育也受到了政府以及支持种族隔离制度的荷兰归正会的控制，因为这些机构企图限制黑人和有色人种的生育率。

### 体育
50年代中期，南非在体育界开始被孤立，这一势头在整个60年代越演越烈。种族隔离制度禁止多种族运动，也就是说其他国家的球队由于由不同民族的队员组成，不能在南非比赛。1956年，国际乒乓球联合会中止与全由白人组成的南非乒乓球联合会的关系，而宁愿与南非非种族乒乓球委员会建立关系。种族隔离政府作出的回应是没收委员会选手的护照，使他们无法参加国际赛事。

#### 足球
20世纪30年代之前，英式足球反映了南非的分裂社会；足球协会根据种族被分割为数个团体：南非（白人）足协、南非印度人足协（SAIFA）、南非非洲人足协（SAAFA）及其竞争对手南非班图人足协、南非有色人种足协（SACFA）。从黑人的业余足球比赛中可看出，他们缺乏资金购买合适的装备；这就说明与资金明显充裕得多的白人相比，黑人被迫过着不公平的生活。种族隔离制度的社会管理法使得种族间的竞争更难以实现。为了集中资金，各足协于1951年合并，形成了南非足球协会（SASF）。这就把黑人、印度人和有色人种的国家级协会合为一体，形成了反种族隔离制度的团体。新合并的足协越来越受不断壮大的种族隔离政府反对，加之持续的种族歧视政策不断加强城市隔离，因此，这些种族要一起踢足球也就越来越难了。1956年，南非的行政首都——比勒陀利亚政府通过了首部运动种族隔离政策；这一举措强调了白人领导的政府对种族平等主义的反对。
尽管足球深受种族主义之害，但足球在抗议种族隔离制度及其政策的过程中发挥了一定的作用。由于国际足球联合会（FIFA）和国际上其他主要运动赛事明令禁止南非参加，南非在国际上备受关注。1977年的一份调查报告指出，南非白人把缺乏国际运动列为种族隔离制度最严重的三项不利影响之一。到了50年代中期，南非黑人也会利用媒体来质疑南非体育运动的“种族主义化”；反种族主义力量开始指出体育运动是白人民族精神的“软肋”。约翰内斯堡《Drum》杂志社的黑人记者首度报道了这一点，于1955年发表了一份大胆的特刊，当中质问道：“为什么我们黑人就不能加入南非队？”此后的一段时间，南非的国际关系仍然紧张。80年代时，种族压迫系统正逐渐衰落，非国大和国民党开始了终止种族隔离制度的谈判。各足协也开始商议组成一个单一的、不分种族的组织。80年代后期，这一统一进程不断加快，并最终于1991年12月合并成为南非足协。1992年7月3日，FIFA最终欢迎南非回归国际足坛。
体育运动是南非人生活的重要组成部分，国际球队联合抵制南非参赛对南非白人产生了重大的影响，也许比贸易禁令的影响还大。南非的球队重新受到国际社区的接纳后，体育运动成了南非各种族重新团结统一的主要纽带。南非主办并赢得1995年世界杯橄榄球赛时，曼德拉对原来由白人支配的橄榄球队表示公开的支持，这对修复种族间的破裂关系很有帮助。

#### 奧運會
1959年，南非非种族体育协会（SASA）成立，旨在保障国际体育界所有选手的权利。SASA欲与白人组织合作以获取信任无果后，于1962年求助国际奥委会（IOC），呼吁把南非逐出奥运会。奥委会对南非发出了警告：如不作出任何改变，将禁止南非参加1964年奥运会。有鉴于此，1963年1月南非非种族奥林匹克委员会（SANROC）成立了。但反种族隔离运动坚持把南非开除，于是奥委会同意禁止南非参加1964年东京奥运会。此后一届奥运会，南非打算选派一支多种族队伍参赛，因此奥委会本来决定让南非参加1968年墨西哥城奥运会。但由于各反种族隔离运动组织（AAM）和非洲国家的抗议，奥委会最终被迫撤回对南非的邀请。抗議行動最後使得IOC改變心意，但這股抵制行動持續延燒到1972年德國慕尼黑奧運，IOC才意識到應該做個了斷，由會員國投票表決，將今日奧委會前身的SANOC除名。
不過南非仍能參與帕運，直到1985年才被國際帕拉林匹克委員會（IPC）除籍，而IOC也在1988年發表宣言，強調對抗運動場合上種族隔離的不公平待遇，並組成特別委員會尋求解決之道。1991年，時任南非總統戴克拉克宣布廢除種族隔離制度，重新組成的南非國家奧委會被IOC接納，並在1992年西班牙巴塞隆納奧運上，重返體育盛會舞台。

### 亚洲人
由于亚洲人这个少数民族似乎不属于最初定下的三个种族之一，因此种族隔离政府难以定义亚裔人口属于什么种族。東南亞的印度尼西亚人以奴隶的身份来到好望角，直到19世纪初期废除奴隶制才摆脱奴隶身份。他们大部分是穆斯林信徒，允许享有宗教自由并成立自己的族群/社区，名为“开普敦马来人”。他们被定为有色人种族群的一部分。 同样，南非马来西亚人的后代也被定义为有色人种之一，因此被认为是“非白种人”。鉴于南非白人对菲律宾人的历史观点，南非菲律宾人被定为“黑人”，其中很多人住在班图斯坦。到了种族隔离制度期间，較大宗的亞洲人之一，則為來南非打工的印度人族群，被定为从“亚洲人”、“黑人”到“有色人种”、甚至单一民族“印度人”等一系列不同种族，但从未被定为“白人”。事实上，印度人在南非历史上一直被认为是“非白种人”，他们在种族隔离政权期间遭受严重的歧视，并被迫服从多项种族主义政策。
然而，从日本、中華民國（當時南非承認中華民國為中國的合法代表）和南韩来的移民及其后代則被定为“荣誉白人”，因为南非与这些国家保持着外交和经济关系。其中南非華裔既是19世纪末到约翰内斯堡附近的金矿打工的外侨工人的后代，也有後期移民自中華民國的移民及其後代。
由於當時中華人民共和國支援「非洲兄弟」的武裝革命等多方原因，華裔一開始定为“有色人种”或“其他亚洲人”，因此属于“非白种人”，并受到各种形式的歧视和限制。但是到了一九七零年代中期南非華裔即與來自中華民國的華裔移民後代並列為榮譽白人。

### 电视
由于政府认为英语电视节目会对南非语造成威胁，因此直至1976年才引进电视。电视根据种族分台播放——TV1台播放南非语和英语（为白人观众而设），TV2台为祖鲁语和科萨语，TV3台是苏陀语、茨瓦纳语和佩迪语（都是为黑人观众所设），TV4台的节目主要面对在城市居住的黑人观众。

## 内部反抗

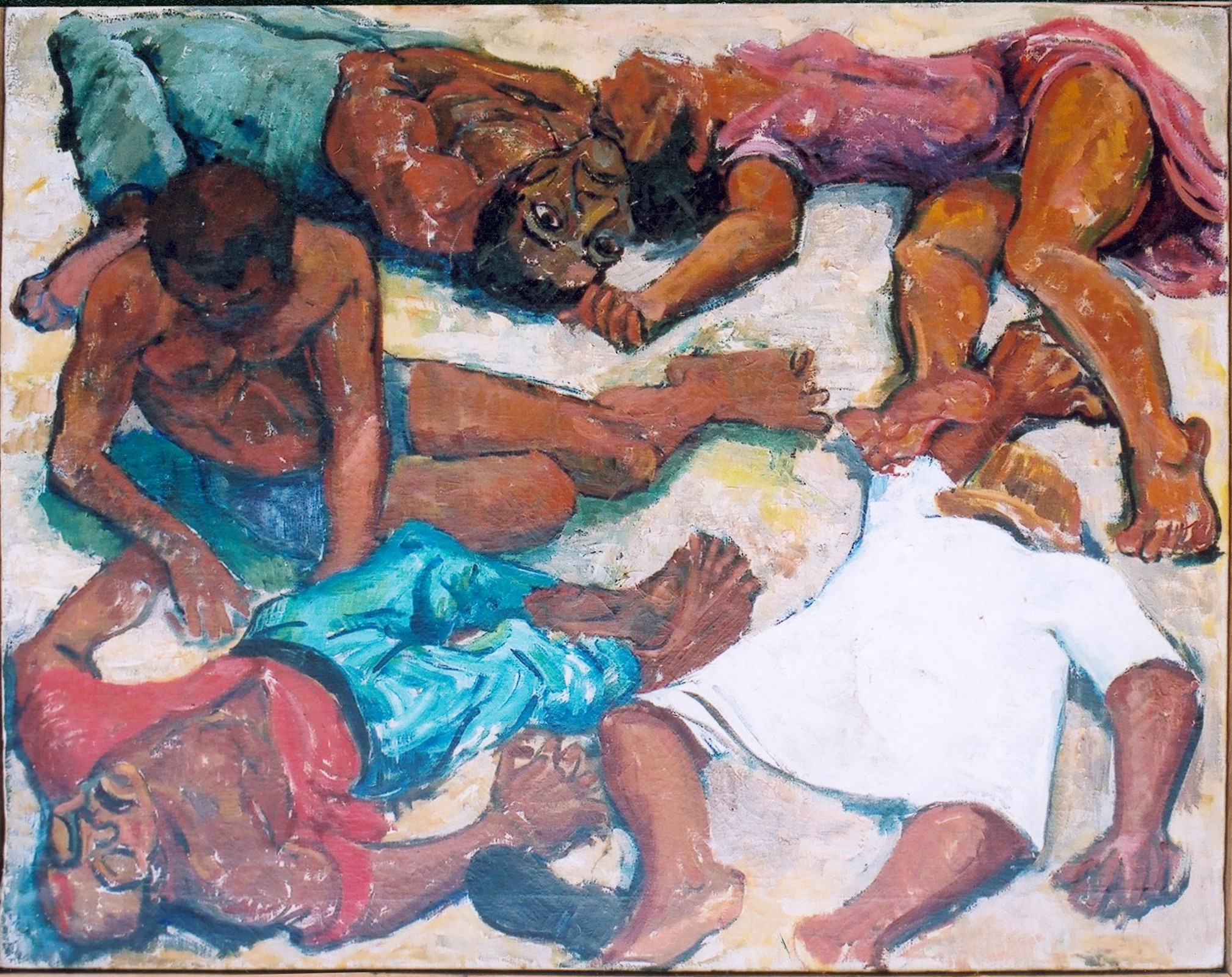
画作：1960年3月沙佩维尔大屠杀

种族隔离制度激起了大量内部反抗。政府以警察暴行回应了一系列民众起义和示威游行，这反过来增加了武装抗议斗争的民众支持。
而对种族隔离体系的精神反抗起于社会几个不同的领域，并成立起分别致力于和平抗议、消极抵抗和武装起义等组织。
1949年，非国大青年联盟控制了整个大会并启动了一个激进的黑人民族主义计划。新的青年领导者认为只有通过群众运动才能推翻白人政权。在这一思想的指导下，他们1950年推出了《行动纲领》，发起了一系列罢工、联合抵制和公民抗争行动，导致有时与政府发生暴力冲突。
1959年，一群对非国大感到失望的成员另起炉灶，成立了泛非主义者大会（PAC），并于1960年3月21日组织了一场反对通行证的游行示威。其中一场游行在沙佩维尔镇举行，而警方的暴力鎮壓導致了沙佩维尔大屠杀，69人被警方杀害。
沙佩维尔事件过后，政府宣布进入紧急状态。18,000多名群众被抓捕，其中包括非国大和PAC的领导，而且这两个组织都被明令禁止。随后，组织的部分领导者被流放到国外，余下的成员参加国内的破坏公共设施和恐怖主义运动，秘密进行反抗行动。
1961年5月，南非宣布成为共和国之前，一个代表被禁的非国大集会呼吁各族群成员进行谈判，并发出威胁：如果忽略他们的号召，将在共和国的落成典礼期间进行游行示威和罢工。
政府当时忽略了他们的要求，因此罢工者们（主要的组织者之一是42岁的泰姆布族人纳尔逊·曼德拉）实施了他们所扬言的威胁。政府迅速进行反击，授权警方拘留罢工者长达12天，扣押了很多罢工领袖，其中涉及多例使用警方暴力。 行动失败后，抗议者取消了罢工。随后，非国大通过一支新成立的武装组织“民族之矛”发动了一次武力抗争。民族之矛对国家战略体系实施蓄意破坏公共设施行动，其首次行动计划于1961年12月16日（血河之战的纪念日）进行。
1970年代，大学生受美国黑人权力运动的影响，发起了黑人觉醒运动。该运动支持黑人荣耀和非洲人习俗，并努力改变黑人在种族隔离系统下的缺陷感。运动的领袖史蒂夫·比科于1977年8月18日被监禁，并在拘留期间被打死。
1976年，索韦托的中学生涌上索韦托街头，抗议被强制教授南非语。6月16日，警方在一次和平抗议中向学生开火。根据官方报告，23人死亡。但普遍认为死亡人数达176人，有人估计实际多达700人。随后的几年，几个抗议种族隔离制度的学生组织成立。这些组织是1980年和1983年城市罢课以及1985年和1986年农村罢课的主要发动者。
与学生抗议相似，工会于1973年和1974年开始发起抗议。1976年后，各联合会和工人在反种族隔离斗争中发挥了重要作用，弥补了反对派政党被封杀的缺口。1979年，黑人工会正式合法化，可参与集体议价，但是罢工仍然是非法的。
几乎在同一段时间，教会和教会组织成为反抗的核心。教会领导也遭到了控诉，某些信仰型组织被明令禁止。但是比起武力组织，教士通常能更自由地批评政府。
虽然大部分白人支持种族隔离制度，但有20%的白人不支持。进步联邦党的成立者海伦·苏兹曼（Helen Suzman）、科林·埃格林（Colin Eglin）和哈里·施瓦兹（Harry Schwarz）在议会上提出反对。其他议会上的抵抗大多来自于南非共产党和“黑肩带”妇女组织。女性也开始加入到工会组织和被禁的政党中来。

## 国际关系

### 英联邦
1960年，英国首相哈羅德·麥美倫在开普镇著名的“变迁之风”演讲中批判了南非的政策后，南非的政策须受国际监督和审查。几周后发生了沙佩维尔大屠杀，紧张关系达到白热化程度，引来更多国际谴责。紧接着，维沃尔德就南非应否成为共和国发起了公投。他把白人的投票年龄降低到18岁，并允许西南非的白人参投。当年10月5日的公投问白人：“你支持以共和國取代聯邦嗎？”，52%的选民投赞成票。
国家性质发生变化后，南非如要继续成为英联邦成员国，则需重新递交申请。南非在英联邦内享有特惠的贸易渠道。1950年时，印度在英联邦内转型成了一个共和国，但亚洲和非洲的成员国很明显会因为南非的种族隔离政策而反对南非重新加入英联邦。因此，南非于1961年5月31日，即共和国成立当日退出英联邦，直到1994年曼德拉上台终结种族隔离政策后南非才重新加入英联邦。

### 联合国
|                                                    | 联合国及其成员国的特派团与我们的劳动人民共同进行了一场抗争，使我们摆脱束缚，获得自由，也是对种族主义的鞭挞。今天让我们肃立于此，向联合国组织及其每一个成员国致敬。 |
| ——1994年10月3日南非总统纳尔逊·曼德拉对联合国的讲话 | |

1946年第一次联合国集会时，南非在会议议程上。主要讨论的议题是如何处理南非印度人，因为印度人很大程度上导致了南非和印度之间的分歧。1952年，在不服从运动发生后，种族隔离制度又再次提上议程。当时联合国设立了工作组，监视种族隔离制度的进展以及南非的种族事态。虽然南非的种族政策引起各界关切，但联合国的大部分国家一致认为这是南非国家内政，不在联合国的管辖范围内。
1960年4月，沙佩维尔大屠杀发生后，联合国对种族隔离制度的保守立场开始转变。安理会首次同意对种族隔离政权采取联合行动，要求终止种族隔离与歧视。自1960年起，非国大开始了一场武装斗争运动。这场运动导致后来非国大被指控1961-1963年间实施了193项恐怖主义行动，主要涉及投弹轰炸和杀害公民。
然而，南非政府开始进一步镇压，明令禁止非国大和PAC。1961年，联合国秘书长达格·哈马舍尔德在南非中途停留，并随后宣称他无法与维沃尔德首相达成协议。
1962年11月6日，联合国大会通过第1761项决议，谴责种族隔离政策。1966年，联合国首次召开种族隔离制度的学术讨论会。为纪念沙佩维尔大屠杀，联合国大会宣布每年3月21日为国际消除种族歧视日。 1971年，联合国大会正式指责“黑人家园”的设立，并于1974年通过一项动议，把南非从联合国中剔除，但这被南非的主要贸易伙伴法国、英国和美国否决。
1963年8月7日，联合国安理会通过了第181项决议，呼吁各国自愿对南非执行军火禁运。同年，联合国反对种族隔离制度特别委员会成立，鼓励并监管反种族隔离制度的行动计划。自1964年起，美国和英国中断了与南非的军火贸易往来。安理会还在第392项决议中谴责索韦托大屠杀。1977年，第418项决议通过后，原来的自愿执行军火禁运变为强制性执行。
对南非执行经济制裁也常被认为是对种族隔离政府施压的一种有效途径。1962年，联合国大会要求其成员国切断与南非的政治、财政和交通联系。1968年，甚至提出终止所有文化、教育和体育运动上的关系。然而，没有强制性执行经济制裁，因为遭到南非的几个主要贸易伙伴的反对。
1973年，联合国通过了《禁止并惩治种族隔离国际公约》，当中界定了何为种族隔离制度，甚至将之定为一项戕害人类罪，犯罪者可面临国际刑事控诉。然而，截至2008年8月，在193个成员国中，该公约仅在107个国家正式生效。《公约》最初由前苏联和几内亚起草，然后递交给联合国大会审批。《公约》以91票赞成4票反对（葡萄牙、南非、英国和美国）获得通过。
在1978年和1983年，联合国于世界反种族主义大会上谴责南非。
经过多番辩论后，截至80年代末，美国、英国和其他23个国家通过了对南非进行各项贸易制裁的法律。同样，在许多国家也掀起了南非撤资运动。世界各城市和省份分别实施各项法律和本地法规，禁止其管辖范围内的注册公司与南非的公司、工厂或银行有贸易往来。这些措施一直实行到1994年南非废除种族隔离制度为止。

### 天主教会
教宗若望保祿二世直言反对种族隔离制度。1985年访问荷兰期间，他在国际法院发表了一篇慷慨激昂的反种族隔离演说，声明“没有一个种族隔离系统，也没有一项‘分别发展’政策足以成为人与人之间或种族间关系发展的可接受模式”。1988年9月，他到南非各个邻国出訪，而示威性地避开了南非。出访津巴布韦期间，他还呼吁对南非政府实行经济制裁。

### 非洲统一组织
非洲统一组织（OAU）成立于1963年，其宗旨是消除殖民主义，改善非洲的社会、政治和经济状况。该组织指责种族隔离制度并要求对南非实行制裁。非洲各国同意在其反抗种族隔离制度的斗争中支持解放运动。1969年，中、东非的14国聚首于赞比亚的卢萨卡，制定了《卢萨卡宣言》。4月13日，除了马拉维外的所有与会国都签署了该宣言。后来，该宣言被OAU和联合国采纳。
《卢萨卡宣言》总结了非洲各个自治国的政治状况，谴责种族主义和不平等现象，呼吁人口占大多数的黑人统治其国家。宣言并没有断然漠视南非，而是对种族隔离政府采取一种缓和的态度，甚至承认其自治地位。虽然非洲各国领导人支持解放南非黑人，但是希望以和平的方式解决。
南非消极回应《卢萨卡宣言》并拒绝改变其政策，致使OAU于1971年10月再次发表声明。《摩加迪沙宣言》称南非轻蔑回绝谈判意味着只有通过军事手段，才能解放南非的黑人，且所有非洲国家均不应与种族隔离政府交谈。南非与非洲统一组织的关系直到1994年曼德拉上台后才有所改善，南非也在废除种族隔离制度后加入了非洲统一组织。

### 对外政策
1966年，巴尔萨泽·约翰内斯·沃斯特出任總理。他并不打算废除种族隔离制度，但他的确试图修复南非的被孤立地位，重振南非的国际声誉，甚至与非洲那些由黑人统治的国家重归于好。这就是他所称的“对外”政策。
沃斯特愿意与非洲各国领导人交谈，这一点与维沃尔德拒绝于1962年与尼日利亚的阿布巴卡尔·塔法瓦·巴勒瓦以及1964年与赞比亚的肯尼思·卡翁达交流形成了反差。1966年，沃斯特与邻国莱索托、斯威士兰和博茨瓦纳的首脑会面。1967年，他对所有愿意接受的非洲国家提供技术和财政援助，并坚称此举不带任何政治目的，因为他意识到很多非洲国家尽管反对南非的种族主义政策，但都需要经济援助。由于很多国家的劳工到南非的矿井工作，因此在经济上与南非有联系。博茨瓦纳、莱索托和斯威士兰仍直言不讳地指责南非的种族隔离制度，但在经济上依赖南非的援助。
马拉维是首个接受南非援助的非南非邻国。1967年，两国建立政治、经济关系；1969年，马拉维是唯一一个在大会上没有签署谴责南非种族隔离政策的《卢萨卡宣言》的国家。1970年，马拉维的总统海斯廷斯·班达到南非进行首次、也是最成功的正式短暂访问。
莫桑比克的各联盟也纷纷效仿，并在1975年莫桑比克独立成为主权国后得以继续生存。安哥拉也接受了南非给予的贷款。其他与南非建立关系的国家包括利比里亚、科特迪瓦、马达加斯加、毛里求斯、加蓬、扎伊尔（现刚果民主共和国）和中非共和国。虽然这些国家都谴责种族隔离制度（南非宣布退出《盧薩卡宣言》后谴责之风达到了空前的程度），但是南非的经济和军事优势意味着这些国家仍在不同程度上依赖南非。

### 西方影响

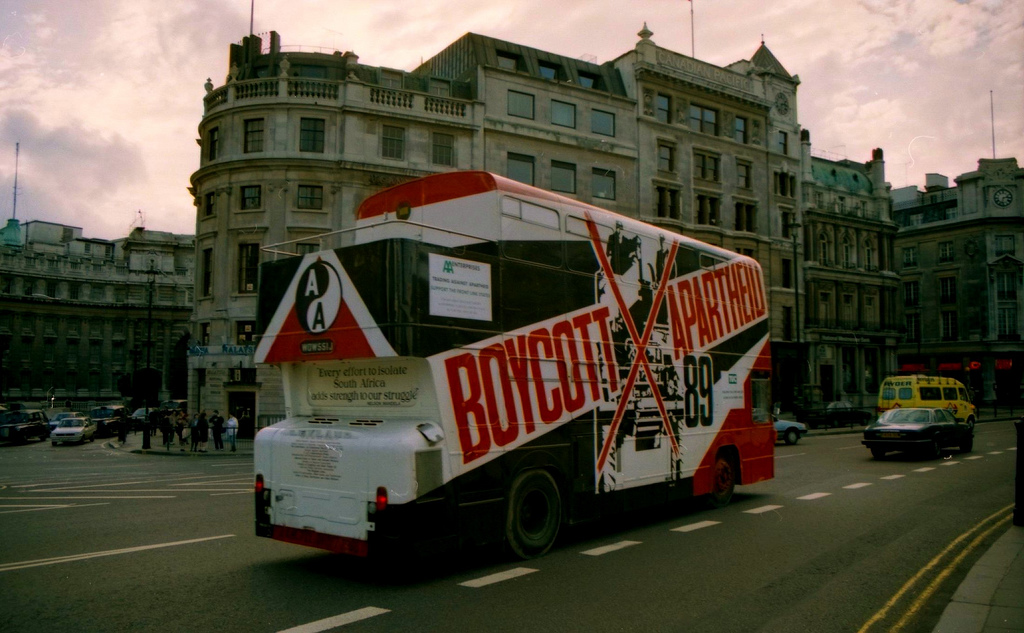
印着“联合抵制种族隔离制度”的伦敦巴士，1989

国际上对种族隔离制度的反对之声越演越烈，以瑞典为首的北欧国家对非国大提供精神上和财政上的支持。1986年2月21日，即瑞典首相奥洛夫·帕尔梅被谋杀的前一周，他在斯德哥尔摩举行的反种族隔离瑞典人民议会上发表主题演讲。面对着成百上千的反种族隔离支持者以及如奥利弗·坦博（Oliver Tambo）等非国大和反种族隔离运动的领导者和官员，帕尔梅宣布：
种族隔离制度不能停留在改革；必须被消除。
其他西方国家采取更为含糊的态度。在瑞士，瑞士-南非协会代表南非政府进行游说。80年代时，美国的里根和英国的撒切尔政府对种族隔离政府采取了“建设性交往”政策，否决了联合国要求执行的经济制裁，认为应坚持自由贸易并把南非看作是非洲南部反马克思主义势力的堡垒。撒切尔夫人宣布非国大是一个恐怖主义组织。1987年，她的发言人伯纳德·英厄姆说了一段相当著名的话：那些以为非国大能组建南非政府的人，简直是“异想天开”。80年代期间，一个保守派的游说组织——美国立法交流委员会（ALEC）积极反对剥夺南非的权力。
80年代末，随着冷战形势的转变，南非依然没有出现任何政治决议，西方国家开始失去耐心。1989年，美国的一份共和/民主两党动议（最终通过为《1986年全面反种族隔离法》）支持实行经济制裁、释放纳尔逊·曼德拉以及涉及非国大的和平解决方案。撒切尔夫人也开始采取类似的策略，但坚持禁止非国大的武装斗争。
英国在南非大量的经济参与也许对南非产生了一定的影响，而且英、美同时施压，强烈要求谈判。然而，对于英美在南非的跨国企业，如采矿公司英美资源集团等，两国都不愿意施加经济压力。2004年，法庭不予受理一桩控诉这些公司的高级索赔案；但在另一宗索赔案中，美国联邦最高法院于2008年5月支持上诉法院的裁决，要求涉嫌推动南非种族隔离体系的国际大公司赔偿超过4,000亿美元的损失。

### 南非边境战争
1966年，西人組（SWAPO）从南非各邻国向南非占领的西南非洲（现纳米比亚）发动游击队突袭。最初，南非对SWAPO打了一场戡乱战争。但1975年，安哥拉在安人运（MPLA）的领导以及古巴的协助下独立之后，这场冲突就愈演愈烈。南非、扎伊尔和美国支持安盟（UNITA）对抗MPLA的武装部队——安人解。接下来的斗争变成了冷战后期的其中一场战争。 安哥拉内战演变成了一场南非和安盟对战安人运政府、苏联、古巴和SWAPO的传统热战。

### 全面突击
1980年，随着国际社会决然地反对种族隔离政权，南非政府和很多白人把南非看作是被共产主义和激进的黑人民族主义在军事、政治、文化、意识形态、经济和社会上围攻的堡垒。南非努力规避各项制裁，南非政府甚至企图在多方的帮助下制造核武器，这其中据称包括以色列的援助。2010年，据英国《卫报》公布的南非政府文件显示，一名以色列人试图向南非种族隔离政府售卖核武器。以色列断然否定这些指控，称这些文件只是一些会议记录，并不代表已售出任何核武器。以色列总统西蒙·佩雷斯称，《卫报》的文章只是对文件的“选择性解读，而不是基于确凿的事实”。种族隔离制度结束前，南非的核武器被拆除。从这些核武器中可得知相关核计划及所有对应弹头的信息。
直至80年代前，在发达国家中，以色列是南非唯一的紧密盟国。但1987年起，两国的关系开始破裂（见以色列－南非关系）。
“前线国家”指的是在非洲南部地理位置上接近南非的国家。虽然这些前线国家都反对种族隔离制度，但其中很多个国家在经济上依赖南非。1980年，这些前线国家成立了“南部非洲发展协调会议”（SADCC），目的是为了促进整个地区的经济发展，减少对南非的经济依赖。很多SADCC成员国允许被逐出南非的非国大和PAC在他们的国家建立基地。

### 跨境突袭
自80年代初起，南非制定了一项政策——袭击非国大、PAC和SWAPO设于周边国家的游击队基地和藏身处。这些袭击是为了报复非国大、PAC和SWAPO的游击队在南非和纳米比亚发动的轰炸、屠杀和游击队行动（如蓄意捣乱）等恐怖行为。南非还协助周边国家那些积极打击共产主义在非洲南部扩散的组织。这些政策导致了：
- 南非对安哥拉的安盟和莫桑比克的全国抵抗运动（RENAMO）等游击队团体的支持；
- 南非国防军（SADF）雇黑帮突袭前线国家（如：哈博罗内突袭），对邻国实施炸弹袭击，并在同一天内以非国大为攻击目标在津巴布韦、赞比亚和博茨瓦纳发动空袭和突袭；[119]
- 1981年12月18日，企图刺杀津巴布韦总统罗伯特·穆加贝；
- 对安哥拉的全面干预：一方面是支持安盟，另一方面是企图袭击SWAPO的基地；[120]
- 在莱索托实施炸弹攻击；[121]
- 警卫人员在斯威士兰绑架难民和非国大成员；[121]
- 1981年11月25日，南非试图在塞舌尔发动政变未遂；[121]
- 谋杀流放在外的非国大领导人：乔·斯洛沃（Joe Slovo）的妻子鲁斯·弗斯特（Ruth First）于马普托遭包裹炸弹被杀害，国民合作社的“暗杀团”和军事情报局的理事会企图在布鲁塞尔、巴黎[122]、斯德哥尔摩和伦敦暗杀非国大成员。[122][123]

1984年，莫桑比克总统萨莫拉·马谢尔与南非总统彼得·威廉·波塔签署了《恩科马蒂协定》，旨在终止南非对其反对派RENAMO的支持。南非同意停止支持反政府军队，同时民族之矛武装组织也被禁止在莫桑比克境内行动。这对于非国大而言是一次打击。马歇尔希望这个协定可押头韵内战并使莫桑比克重振经济。两年后，马歇尔总统从赞比亚参加会议返程时，他的专机经过南非的山区时失事遇难。莫桑比克政府和美国国务卿乔治·普拉特·舒尔茨谴责南非对RENAMO的持续援助。同时，莫桑比克政府断言事故是由于故意发出错误的无线电导航信号，致使飞机坠毁而造成的，但该说法未经证实。这一阴谋论从未被证实，而且仍是颇受争议的话题，尽管南非马戈委员会调查发现该飞机失事只是意外。一个没有参与调查的苏联代表团发表了一份把南非牵扯其中的少数派报告。

## 国家安全
80年代期间，由波塔领导的南非政府越来越注重国家安全。政府设立了一个强大的国家安全机构，在各项改革可能触发的突发性政治暴力事件中“保护”国家。80年代成了政治动乱不断的时代。政府也日渐变得由波塔的将军和警官等军事领导（南非白人政权时期的政府官员，称为“securocrats”）所统治，他们负责应对各种紧急状况。
波塔执政期间，对南非的邻国实施了多次军事干预，并为剿灭SWAPO在纳米比亚举行了一次大规模的军事和政治运动。同时，在南非境内，警方开展大量行动，严格执行安全法规，导致成百上千人被捕和被查禁，并且有效地终止了非国大的破坏公共设施行动。
政府残忍地惩罚政治犯——每年有40,000人受鞭刑。大部分人所受的鞭刑远超出了他们犯下的政治罪行所应得的惩罚。 若叛国罪罪名成立，将受到绞刑，而政府以此种方式处决了很多政治犯。
随着80年代的推进，越来越多反种族隔离组织成立并成为UDF的隶属机构。在艾伦·博萨克牧师和艾伯蒂娜·西苏鲁的领导下，UDF呼吁政府放弃其改革，废除种族隔离制度，完全取消黑人家园。

### 紧急状态
1985年至1989年间，黑人镇区成为反种族隔离组织和波塔政府之间斗争的焦点，因此，严重的政治暴力事件是这段时期的显著特征。80年代期间，镇区人们通过反抗所在社区的地方事务来抵制种族隔离制度。这种抵制的主要目的是反抗支持政府的当地官员和领导。1985年，非国大的目标是通过集体拒付租金和其他军事行动，使黑人镇区变得“无从管制”（后来用“人民的力量”来形容）。很多镇区委员会被推翻或击败，取而代之的是由激进的青年领导的非官方人民组织。人民法院成立了，涉嫌是政府间谍的居民会受到极刑，严重时甚至是致命的惩罚。黑人镇区的议员和警察，有时连他们的家人也遭到汽油弹袭击、痛打、“火项链”酷刑谋杀，即用有刺铁丝缠住他们的手腕后，把轮胎装满汽油放置在他们的脖子上并纵火。这种典型的折磨和谋杀法被非国大及其领导者认同。
1985年7月20日，波塔宣布36个镇区进入紧急状态。受影响的地区包括开普省东部和比勒陀利亚－维瓦特斯兰－弗里尼欣区。三个月后，西开普也受到了影响。越来越多的组织被禁止或列入名单（某种程度受限）；很多人遭到软禁等限制。在紧急状态期间，约2,436人根据《国内安全法案》被拘留。这一法案赋予了警察和军队全面的权力。政府可实行宵禁，控制人们的活动。总统可实行专制统治，不需参照宪法或徵求议会意见。口头威胁或持有政府认为据恐吓性的文件、劝说任何人旷工或反政府、在政府公布名单之前泄露紧急状况下被捕人员的姓名均属刑事犯罪，可被判长达10年有期徒刑。未经审讯的拘留是政府应对越来越多的民众动乱的常见手段。截至1988年，30,000人被关押。媒体受到审查，成千上万人被拘捕，其中很多人遭到盘问和严刑逼迫。
1986年6月12日，索韦托起义十周年纪念日的四天前，整个国家都进入了紧急状态。政府修订了《公共安全法》，给与了政府宣布“动乱”区的权利，并允许在这些地区采用特殊手段镇压抗议活动。极其严格的媒体检查制度成了政府的主要策略，电视镜头严禁进入这些区域。国家广播电台公司南非广播公司（SABC）制作了支持政府的宣传片。随着南非内支持非国大的地下刊物不断增多，各媒体愈发反对这一检查系统。
1987年，紧急状态又往后延长两年。同时，约200,000名南非全国矿工工会成员开始了南非历史上持续时间最长（为期三周）的罢工。1988年，UDF和其他反种族隔离组织的活动被禁止。
80年代末和90年代初的暴动大多矛头指向政府，但很多动乱源于居民之间的矛盾。很多人死于因卡塔自由党和UDF-非国大派之间的暴力斗争中。直到后来才得以证实，政府当时时而支持一方，时而又倒向另一方，以此来操纵局面。政府官员暗杀南非国内和国外的政敌；他们对涉嫌是非国大和PAC的基地实施跨境陆地和空军袭击。非国大和PAC则通过炸毁饭店、购物商场和地方法庭等政府大楼进行还击。据真相与和解委员会的数据显示，1960年至1994年间，因卡塔自由党杀害了4,500人；南非安全部队杀害了2,700人；非国大杀害了1,300人。
紧急状态一直持续到1990年才被弗雷德里克·威廉·戴克拉克总统解除。

## 结局

### 因素

#### 制度性种族歧视
种族隔离制度是由于殖民地因素所导致的种族主义以及南非“特有的工业化”而形成的。“专门为了扶持如采矿等早期产业和培养资本主义文化而设的”工业化政策导致了对人的隔离和分类。廉价劳动力是整个国家经济的基础，而这些廉价劳动力来自于国家所划分的农民和移民群体。再者，历史教授飞利浦·博纳（Philip Bonner）强调，由于南非经济没有制造业，因此促进短期利益的同时却限制了劳动生产效率和本地市场规模，形成了“相互矛盾的经济效益”。这也是导致南非经济衰败的原因，正如“克拉克斯所强调的，由于无法同时驾驭廉价劳动力和复杂的工序，南非经济无法与国外对手竞争”。

#### 经济矛盾
此外，种族隔离国经济上的矛盾引发了大量对国家政策的争论以及中央的分歧和冲突。 在很大程度上，种族隔离制度的政治意识形态产生于西方国家对非洲的殖民地开拓。当时西方国家打着“教化下等土著人”的旗号，把种族歧视和奴役制度化。比如，“1933年，布朗德班市议会的行政长官执行了全面群众隔离”。与经济上类似，各政党的政策之间也充满了矛盾。后来随着不同的政治团体出现，其中有很多反对种族隔离，出现了“加速种族隔离制度瓦解的1984年镇区起义”
等暴动，这种矛盾才得以弱化。

#### 西方影响

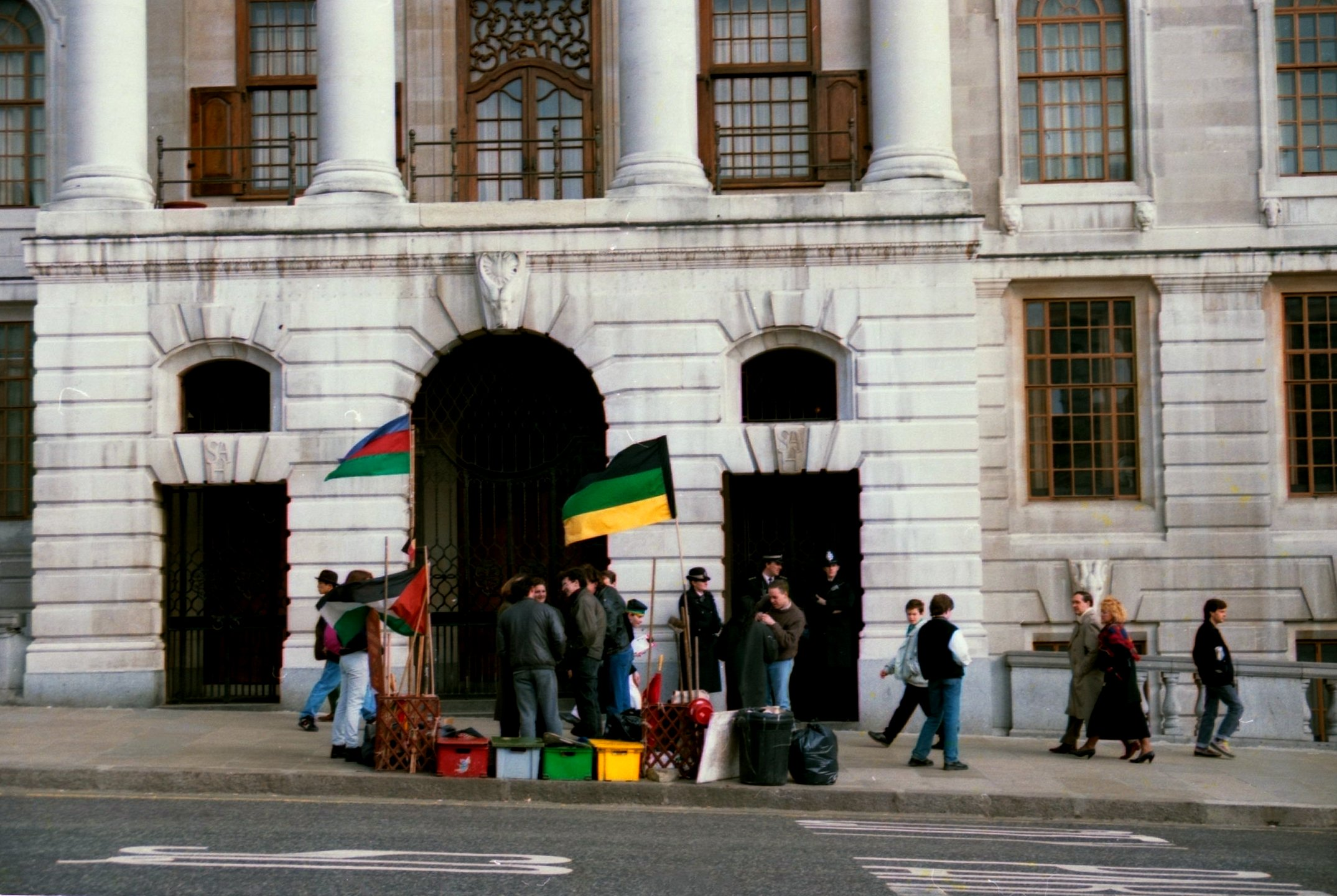
伦敦的南非大厦发生反种族隔离抗议，1989

西方的影响，特别是拓殖可以说是对政治意识形态影响最大的因素之一。尤其是南非被称为“被种族主义扭曲的守旧版的西方文明”。 然而，西方影响也推动了种族隔离制度的结束。“苏联的势力及其共产主义影响衰退后，西方国家不能再容忍种族隔离制度并公开挑明，鼓励向民主、自决的方向迈进”。
60年代时，南非的经济增长速度仅次于日本。南非与西方国家的贸易往来不断增加，美国、法国和英国的投资也源源不断。
1974年康乃馨革命后，葡萄牙从其殖民地莫桑比克和安哥拉撤离，促进了人们对种族隔离制度的反抗。南非企图阻止MPLA在安哥拉夺权失败，于1976年初从安哥拉撤军，南非的黑人学生为此庆祝。
1974年，由曼戈苏图·布特莱齐和哈里·斯瓦兹签署的《马赫拉巴蒂尼信仰宣言》庄严地载入了和平移交权力和人人平等的原则。宣言的宗旨是在南非实现一个种族间和睦相处的多种族社会，强调机会均等、磋商、联邦理念和一份《人权法案》。该宣言导致了统一党的分裂，最终在南非形成了反对派政党——进步联邦党于1977年成立。这是南非第一个由为公众认可的黑人和白人政治领袖所成立的政党。
1978年，国民党的国防部长彼得·威廉·波塔成为南非总理。波塔的白人政权担心苏联会协助推动南非的革命，而且经济发展正在放缓。新政府承认投入了过多资金去维持被隔离的黑人家园，事实表明这些黑人家园是浪费财政资源的。
此外，把黑人界定为三等公民也带来了不良后果。黑人劳工是经济的支柱，非法的黑人工会正如雨后春笋般涌现。很多黑人仍然很贫穷，无法通过其购买力为经济作贡献，但黑人人口占总人口的70%以上。波塔的政权认为恐怕需要一剂解药才能防止黑人追随共产主义。
1979年，尼日利亚政府称壳牌-英国石油开发尼日利亚有限公司（SPDC）把尼日利亚的石油卖给南非，尽管这样的交易既无证据可证明，也无商业逻辑可言。 这一传闻中打破制裁的行为是为没收英国石油在尼日利亚的部分资产，其中包括在SPDC的股份所制造的正当理由，但真正的原因似乎应归咎于尼日利亚大选前的经济民族主义和国内政局。很多南非人在尼日利亚上学，曼德拉也多次表彰尼日利亚在反种族隔离斗争中所起的作用。
80年代时，美国和欧洲的反种族隔离运动支持南非的联合抵制行动、支持美国公司从南非撤走、支持释放曼德拉。南非成了被国际社会摒弃的国家。美国人和其他国家的人不再对南非进行投资，继而各国纷纷执行撤资政策。

##### 学生抗议事件
在全美国发生了几起由学生领导的反种族隔离抗议，希望说服所在高校支持对南非撤资。1977年，伊利诺伊大学厄巴纳-尚佩恩分校反种族隔离联盟（CU-CAA）成立后，学生们拼命地说服学校考虑撤资，先是到伊利诺伊大学基金会，后到校长约翰·科巴里的办公室，敦促他举行一场反种族隔离的辩论。虽然校长先生很犹豫，但其他大学的行政人员同意支持联盟，继而促进了1983年“伊利诺伊从南非撤资联盟”（CIDSA）的成立。这一联盟与CU-CAA合作继续进行运动。
然而，对于学生提议校董会主席妮娜·谢泼德推迟拨出学校对南非公司投资的2,100万美元，学校一直予以否决。因此，1985年6月21日，学生们在芝加哥 校区组织了一次公开抗议，最后16名学生被捕。这种紧张局势一直持续，导致1986年4月12日学校决定加收6.4%的学费。随后又爆发了一系列抗议，导致60名学生被捕。第二天，300名学生发起了一场“模拟暴乱”。随着反抗行动的持续，校长斯坦利·伊肯伯利于1986年9月11日提出的撤资提案被否决，继而1987年1月14日一份校董会决议呼吁实施18个月的撤资计划。虽然计划初衷是好的，但最终决定仅撤资330万美元。

### 三院制议会
80年代初期，波塔的国民党政府开始意识到改革种族隔离制度是势在必行之需。早期改革的驱动因素包括国内的暴动、国际上的谴责、国民党拥护者的态度转变以及人口的变化——15年前，白人占总人口的20%，而今只占16%。
1983年通过新宪法，实行所谓的“三院制议会”，在单独的议院分别给予有色人种和印度人选举权和议会席位——为白人而设的参议院（178名议员）、为有色人种而设的众议院（45名议员）和为印度人而设的代表院（45名议员）。每个院处理与对应种族群体“内部事务”相关的法律，包括卫生、教育和其他地区事务。所有关于“综合事务”（如国防、工业、税收和黑人事务等）的法律交由三院代表所组成的内阁处理。然而，白人议院占这一内阁的大多数席位，有效地确保国家事务仍由白人掌控。黑人虽然占总人口的大多数，但被排除在外；他们依然是黑人家园名义上的公民。 首次三院制选举受到有色人种和印度人选民的联合抵制，当中还引发了大规模的骚乱。

### 波塔改革及接触非国大
波塔担心曼德拉赢得民望，于是把他谴责为致力于暴力革命的极端马克思主义分子。但为了平息黑人的意见，并把曼德拉塑造成黑人和蔼可亲的领导，政府把他从罗本岛转移至波尔斯穆尔监狱，就在距开普镇不远的农村。这个监狱的条件比罗本岛上的要好。政府允许更多的访客探望曼德拉，其中包括国外人士的探望和访问，目的是让全世界知道曼德拉在狱中受到良好对待。
黑人家园被正式宣布成为单一民族的独立国家，通行证法律被废除。黑人工会合法化，政府承认黑人永居于城市地区的权利，并赋予黑人在市区的房产权。很多人认为应当废除禁止种族间联姻的法律，同时废除禁止种族间性交的法律，此类法律已成了国外的笑柄。政府增加了对黑人学校的资金投入，从1968年人均投入仅为白人儿童的十六分之一上升至七分之一。同时，政府注重提高警方机构的效率。
1985年1月，波塔在参议院中发表讲话，称如果曼德拉保证以后不再就进一步的政治目的发起暴力行动，政府愿意释放曼德拉。曼德拉对此的回应由他的女儿津齐（Zindzi）公开宣读——这是自21年前曼德拉被宣判入狱以来首次对外公开的讲话。曼德拉形容暴力是种族隔离政权逼迫的结果，并认为有了民主，就再也不需要暴力。在场的听众传来阵阵喝彩和欢呼。曼德拉的此次回应使得他在国内外反种族隔离人士的心目中地位再次提高。
1986年-1988年间，一些“小隔离法”的法律被废止。波塔告诫南非白人“适者生存，不适者淘汰”，尽管他曾两次在最终宣布进行重大改革之前犹豫不决，两次的结果都是撤回了这些变革。讽刺的是，这些改革反而在余下的80年代期间触发了更激烈的政治暴力行动，越来越多国内的社区和政治群体加入了反抗运动。此时，政府决定停止进行深度改革，比如解除对非国大、PAC、南非共产党和其他解放组织的禁令、释放政治囚犯、或撤销“大隔离法”的根本法律。政府的立场是只有这些组织“宣布放弃使用暴力”，政府才会考虑进行谈判。
1987年，南非成了世界上经济增长最缓慢的国家之一，而且国际上禁止南非参加任何体育赛事，令很多南非白人感到不满和失望。非洲国家中也不乏由黑人领导、白人为少数群体的例子，如肯尼亚和津巴布韦。南非终有一天由黑人当总统的传言使更多极端的白人加入右翼政党。曼德拉被转移至距开普镇不远的一座劳改场，独自住进了一座四个卧室的房子，带有游泳池，房子周围绿树成荫。他在那里与波塔进行了一次私下会面。会面时，波塔主动走向前与曼德拉握手，并主动为他倒茶，这给曼德拉留下了深刻的印象。两人进行了友好的谈话，曼德拉比较了非国大的起义和南非白人的起义，并谈到了四海之内皆兄弟。
流放在外的非国大与国内斗争的各个团体，如妇女和教育家等群体进行了多次秘密会面。另外，一群白人知识分子与非国大于塞内加尔较为公开地会面，进行谈判。

### 戴克拉克

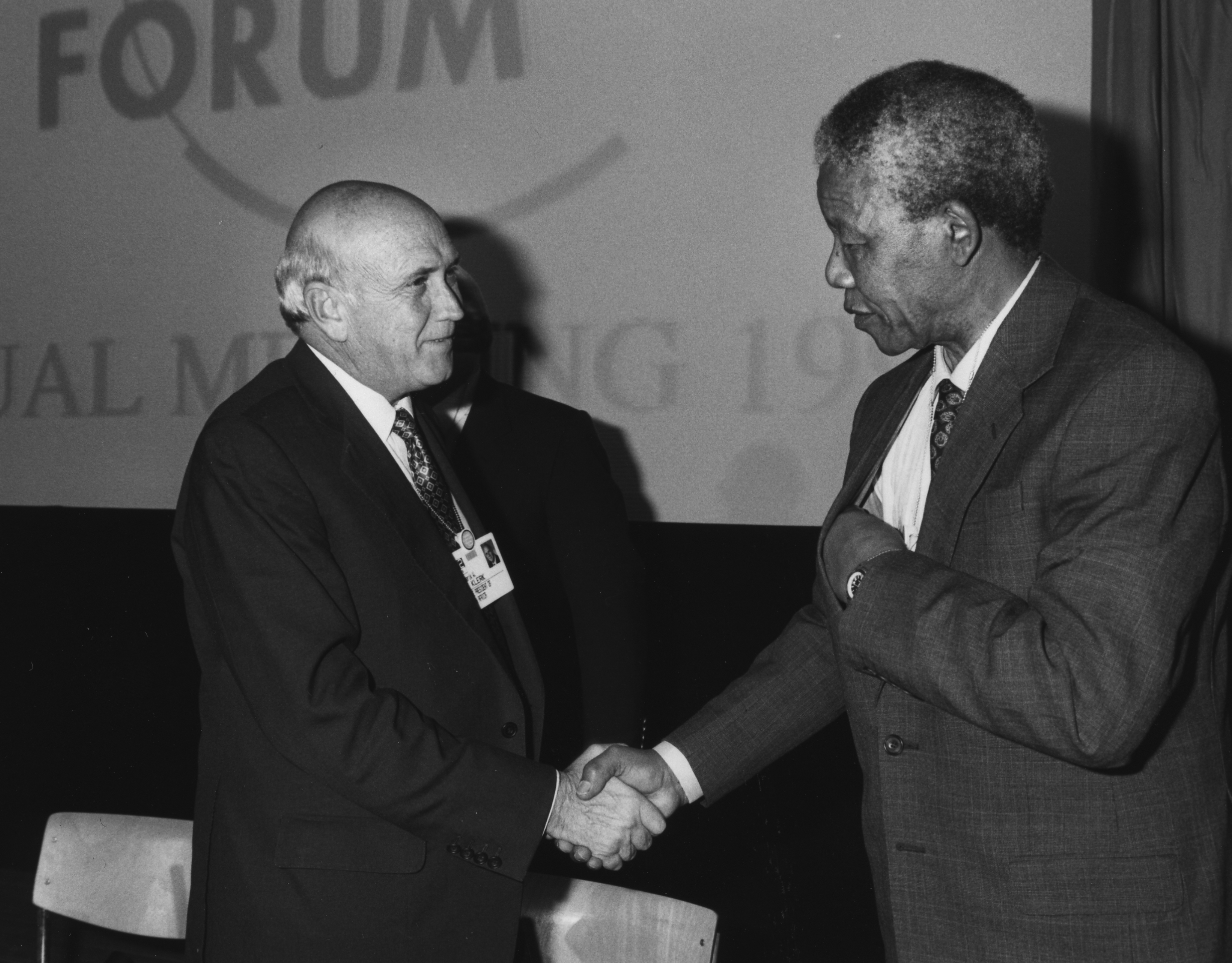
戴克拉克与曼德拉于达沃斯，1992

1989年初，波塔身患中风；他于1989年2月被劝辞职。同年，弗雷德里克·威廉·戴克拉克继任总统一职。虽然他一开始给人们的印象是个守旧的人，但他果断地决定进行谈判，结束南非的政治僵局。1990年2月2日，戴克拉克在议会的开幕致辞中宣布他将废止种族歧视法律，解除对非国大、PAC、南非共产党和UDF等主要反种族隔离组织为期30年的禁令。土地法被废除。戴克拉克还作出了首次公开承诺：释放曼德拉、归还媒体自由以及终止死刑。最终，媒体限制解除了，没有触犯普通法的政治囚犯被无罪释放。
1990年2月11日，经过长达27年的监禁后，曼德拉从维克托·韦斯特监狱被释放。
联合国安理会责令南非结束在非州西南部（即现纳米比亚）的长期干预；南非与南安哥拉陷入军事僵局；南非与古巴、安哥拉和SWAPO部队的战争规模和开销越来越大；边境战争的成本越来越高……面对上述种种状况，南非提出转移控制权。纳米比亚于1990年3月21日独立。

### 谈判
经过1990年至1993年的一系列谈判，种族隔离制度被废除，最终于1994年举行了南非首次不分種族的大選。
1990年至1996年，种族隔离制度的法律机构逐步废除。1990年，政府与ANC召开了两场会议，双方开始真诚地谈判。这些谈判的目的是为权力的和平转接作铺垫。会议为之后的谈判定下了前提条件，但国内的局势仍然紧张。
第一场会议上，国民党与非国大协商了推动谈判的条件。会议于总统的官邸格鲁特·舒尔举行。会后，他们发布了《格鲁特·舒尔会议记录》(Groote Schuur Minute)。记录上说明谈判开始前将会释放政治囚犯，而且允许所有流放者回国。
有人担心此次权利转接会引起暴力事件。为此，各政党之间必须达成一个和平的解决方案。1991年12月，南非民主大会（CODESA）开始商议如何成立多种族的过渡政府，如何制定新型宪法，保证所有种族享有政治权利。CODESA签署了一份意向声明，并致力于建立“团结统一的南非”。
废除种族隔离制度的改革和谈判引起了右派白人的强烈反对，导致保守党在多次补选中击败了国民党候选人。于是，戴克拉克在1992年3月发起了一次仅限白人的公投，决定是否应该继续谈判。结果公投赢得了68%的赞成票，为戴克拉克和他的政府注入更多信心，也坚定了国民党在谈判中的立场。
1992年5月，谈判得以继续。在CODESA第二次会议中，谈判双方提出了更强硬的要求。非国大和政府无法就过渡期间权力的分配达成协议。国民党希望在过渡政府期间保持强势地位，并有权推翻议会所通过的决定。
谈判期间，持续的暴力事件使紧张局势加剧。主要原因包括因卡塔自由党（IFP）和非国大之间的剧烈竞争、一些传统部落的爆发、以及在纳塔尔南部省份尤为多见的祖鲁和科萨的历史部落之间的本地对抗。尽管曼德拉和因卡塔自由党的总裁布特莱齐会面以解决双方的分歧，但还是无法遏制暴行。其中最严重的非国大-IFP暴力案件是1992年6月17日的博伊帕通大屠杀，200名IFP激进分子攻击豪登省的博伊帕通镇，杀害45人。目击者称那些人开着警车来，证明是警方和军队的某些分子导致了持续的暴力事件。随后的司法审讯发现目击者的证据不实或不可信，没有证据表明国民党或警方参与到大屠杀中。戴克拉克到访案发现场时，本来受到热烈欢迎，但后来突然被一群示威者围着挥动石头和标语牌。当警方试图制止这群示威者时，一列车队突然从现场加速驶过。警方开枪，PAC称其三名拥护者被击倒。然而，博伊帕通大屠杀给了ANC采用边缘政策的藉口。曼德拉则认为戴克拉克作为国家首脑有责任制止流血事件，同时指责南非警方煽动非国大-IFP之间的暴力行为。这为ANC推出谈判奠定了基础，CODESA谈判在这一阶段完全中断。
1992年9月7日的比绍大屠杀使事态陷入不可挽回的地步。非国大要求把西斯凯家园重新合并到南非而上街游行，西斯凯防卫部队向游行者开火，致29人死亡，200人受伤。事后，曼德拉和戴克拉克同意会面，商量如何遏制不断爆发的暴力事件，而这使谈判得以继续进行。
右翼势力的暴乱也增添了这段时期的敌对行动。1993年4月10日克里斯·汉尼（Chris Hani）被暗杀，预示着整个国家将陷入混乱状态。汉尼是深孚众望的南非共产党秘书长，于1993年在约翰内斯堡的黎明公园被一名与阿非利卡民族主义的阿非利卡人抵抗运动（AWB）关系密切的波兰难民亚努斯·瓦卢斯暗杀。除了在南非共产党和非国大中的拥护者外，汉尼受到群众的广泛支持，被认为是曼德拉最有希望的继承人；他的死引发了全国和国际上的抗议，但最终推动了转机的出现——汉尼死后，各主要党派更加坚定地要求和解。1993年6月25日，AWB用一台装甲车猛然冲进肯普顿公园世贸中心，当时谈判委员会正在里面进行讨论，但这并没有妨碍谈判过程。
除了持续不断的黑人间暴力争斗外，PAC的军事组织阿扎尼亚人民解放军（APLA）对白人公民发动了多次攻击。PAC企图通过吸引愤怒而急躁的青年人的支持，从而巩固大会的地位。在1993年7月25日的圣·詹姆斯教堂大屠杀中，APLA的成员向开普镇的一个教堂开火，导致11名会众死亡，58名受伤。
1993年，戴克拉克和曼德拉“由于为和平结束种族隔离政权作出了杰出贡献，为建立新的民主南非奠定了根基”而被共同授予诺贝尔和平奖。
暴乱一直持续至1994年大选。黑人家园“博普塔茨瓦纳”的领导卢卡斯·曼戈普（Lucas Mangope）宣布博普塔茨瓦纳拒绝参加大选。根据协商的决定，临时宪法一经生效，黑人家园将重新回归南非，但曼戈普不希望这样。曼戈普的决定遭到了强烈的抗议，导致3月10日在博普塔茨瓦纳发生了政变。尽管右翼白人干预政变，希望继续由曼戈普掌权，但最终曼戈普被罢免。在干预过程中，三名AWB激进分子被杀，惨不忍睹的照片在南非国内电视上播出并在世界各地见报。
大选前两天，约翰内斯堡发生一起汽车炸弹爆炸，九人遇害。大选的前一天，发生了另一起爆炸案，致13人受伤。1994年4月26-27日凌晨，降下旧国旗，人们齐唱旧国歌（现双国歌之一）《南非的呼唤》，随后升起新的彩虹旗并唱起另一首国歌《天佑非洲》。

### 1994年大选

1994年新国旗标志着种族隔离制度的终结。

大选于1994年4月27日在全国顺利举行，2,000万南非人投了属于自己的一票。虽然组织农村地区的投票遇到一些困难，但人们明显怀着善意，耐心等待数小时进行投票。为了给每一个人投票机会，政府额外增加了一个投票日。国际观察员们认为，此次大选是自由而公平的。欧盟对此次大选的报告于1994年5月开始编写，于大选的两年后出版，当中批评了独立选举委员会没有对投票处做好准备，很多投票站选举材料不足，以及在计票过程中缺乏防止舞弊的有效防护手段。报告中还指出“在各党代表就有争议的选票进行谈判这一关键计票阶段，不允许任何国家观察员到场”，这一点尤为堪忧。也就是说，全体选民和全世界都“被蒙在鼓里，不知道最终选举结果是如何产生的”。
非国大赢得了62.65%的选票，还没达到可以重写宪法的比率66.7%。400个席位中，非国大成员占了252个。国民党赢得大部分白人和有色人种的选票，成为正式的反对党。大选除了选出国家政府外，还选出各省的政府。非国大在全国九省中的七个省份胜出，国民党在西开普省胜出，IFP在夸祖鲁-纳塔尔省胜出。1994年5月10日，曼德拉宣誓就职南非总统，标志着南非种族隔离时期的终结。全国统一政府成立，其内阁由12名非国大代表、6名国民党代表和3名IFP代表组成。塔博·姆贝基和戴克拉克成为副总统。
每年大选的周年纪念日4月27日被定为名为“自由日”的公共假日。

## 相关法律
1911年
- 矿业及工人法（The Mines and Work Act）

1913年
- 原住民土地法（The Natives Land Act）
- 移民调节法（The Immigrations Regulation Act）

1944年
- 公民身份法（The South African Citizenship Act）

1949年
- 禁止跨族婚姻法（The Prohibition of Mixed Marriages Act），禁止人種不同的男女結婚；
- 背德法（The Immorality Act），對於跨种族的戀愛行為的限制與懲罰；

1950年
- 人口登记法（The Population Registration Act），规定所有人口都要按种族登记；
- 反共产主义法（The Suppression of Communism Act），规定政府有权查禁任何被指控为“宣传共产主义”的政党；
- 集团地区法（The Group Areas Act），将全国分为不同区域，划出禁止黑人居住的地区；

1951年
- 班图人管理机构法（Bantu Authorities Act ），为黑人建立了单独的管理机构；
- 防止非法定居法（Prevention of Illegal Squatting Act），规定政府有权拆除黑人贫民区；
- 土著建筑工人和土著服务法（Native Building Workers Act and Native Services Levy），规定白人雇主有义务在白人区为其黑人雇工修建必要的住房；

1953年

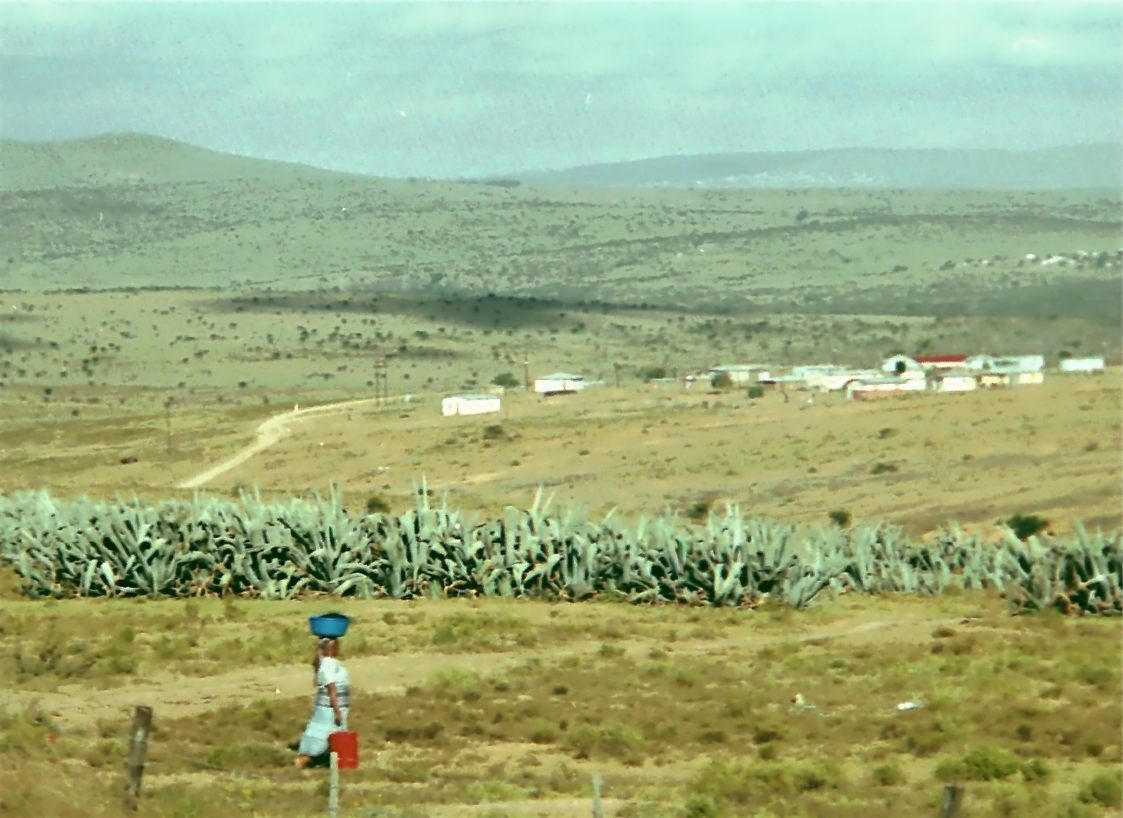
一個「黑人家園」村

- 隔離設施法（The Reservation of Separate Amenities Act），禁止不同种族的人混用公共服务设施，如盥洗室、候车室等；
- 班图人教育法（The Bantu Education Act），将所有黑人学校收归政府管辖，终止了教会学校的存在；

1954年
- 班图人城市区域法（Bantu Urban Areas Act），禁止黑人在城市定居；

1956年
- 矿业和工作法（The Mines and Work Act），将劳工领域中的种族隔离正式化；

1958年
- 促进黑人自治法（The Promotion of Black Self-Government Act），即「黑人家園政策」

1959年
- 班图人投资法（Bantu Investment Corporation Act），建立起将必要资本转移至黑人家园的机构；
- 大学教育扩充法（The Extension of University Education Act），为黑人、有色人和印度人建立单独的大学；

1970年
- 黑人家园公民身份法（Black Homeland Citizenship Act）：从1971年開始，南非政府將居多數的黑人移居到分散于南非邊陲地帶（占该国总面积13%）的10個「班图斯坦」（或譯「黑人家園」），並給予这些家园以自治權，目標是使其獨立；移居到這些「黑人家园」的黑人會失去南非的公民身份。但是這些「黑人家园」中的白人仍然居有政治和經濟上的優越地位。南非從1976年到1981年先后扶植文达（Venda）、西斯凯（Ciskei）、川斯凱（Transkei）與博普塔茨瓦纳（Bophuthatswana）等四個「國家」獨立，但都沒有被國際所承認。

1974年
- 南非语媒体法（Afrikaans Medium Decree）：规定在黑人家园以外的地区，南非语在学校授课中要达到50%的使用比例
- 在醫療、宗教、就職等其他方面都作出相當的限制。

## 公開道歉
以下人士之前支持南非的種族隔離政策，後來曾公開道歉。
- 弗雷德里克·威廉·戴克拉克：「我以身為南非國民黨領治的身份，向數百萬受苦的人們致歉，這些人曾受到被捕的恥辱，數十年來受到種族歧视的不公平及羞辱。」[167]。
- 马蒂纳斯·范·斯卡尔奎克（英语：Marthinus van Schalkwyk）：「南非國民黨帶來南非一部份的發展，但其也透過一個不公正的系統，使其他人痛苦」，在南非國民黨投票解散後的一次短講中提及[168][169]。
- 阿德里安·弗洛克：曾為南非政府官員，為種族隔離的受害者弗兰克·契坎尼（英语：Frank Chikane）洗腳，以行動為種族隔離時的錯誤道歉[170]。
- 列昂·塞尔斯（英语：Leon Wessels）：「我比任何時候都相信種族隔離是我們土地上可怕的錯誤，南非人沒有去聽彼此的歡笑及哭泣，我很抱歉這麼久的時間幾乎沒有去聽。」[171]。

## 延伸閱讀
- Davenport, T. R. H. South Africa. A Modern History. MacMillan, 1977.
- Davies, Rob, Dan O'Meara and Sipho Dlamini. The Struggle For South Africa: A reference guide to movements, organisations and institution. Volume Two. London: Zed Books, 1984
- De Klerk, F. W. The last Trek. A New Beginning. MacMillan, 1998.
- Du Pre, R. H. Separate but Unequal—The 'Coloured' People of South Africa—A Political History.. Jonathan Ball, 1994.
- Eiselen, W. W. N. The Meaning of Apartheid, Race Relations, 15 (3), 1948.
- Federal Research Division. South Africa – a country study. Library of Congress, 1996.
- Giliomee, Herman The Afrikaners. Hurst & Co., 2003.
- Hazlett, Thomas W. . The Concise Encyclopedia of Economics 2nd. Library of Economics and Liberty. 2008  [2015-03-25]. ISBN 978-0865976658. OCLC 237794267. （原始内容存档于2015-03-15）.
- Hexham, Irving, The Irony of Apartheid: The Struggle for National Independence of Afrikaner Calvinism against British Imperialism." Edwin Mellen, 1981.
- Louw, P. Eric. The Rise, Fall and Legacy of Apartheid. Praeger, 2004.
- Lapchick, Richard and Urdang, Stephanie. Oppression and Resistance. The Struggle of Women in Southern Africa. Westport, Connecticut: Greenwood Press. 1982.
- Bernstein, Hilda. For their Triumphs and for their Tears: Women in Apartheid South Africa. International Defence and Aid Fund for Southern Africa. London, 1985.
- Meredith, Martin. In the name of apartheid: South Africa in the postwar period. 1st US ed. New York: Harper & Row, 1988.
- Meredith, Martin. The State of Africa. The Free Press, 2005.
- Morris, Michael. Apartheid: An illustrated history. Jonathan Ball Publishers. Johannesburg and Cape Town, 2012.
- Newbury, Darren. Defiant Images: Photography and Apartheid South Africa, University of South Africa (UNISA) Press, 2009.
- O'Meara, Dan. Forty Lost Years : The National Party and the Politics of the South African State, 1948–1994. Athens: Ohio University Press, 1996.
- Terreblanche, S. A History of Inequality in South Africa, 1652–2002. University of Natal Press, 2003.
- Visser, Pippa. In search of history. Oxford University Press Southern Africa, 2003.
- Williams, Michael. Book: Crocodile Burning. 1994

## 外部連結
- 非洲历史：南非种族隔离法（页面存档备份，存于）
- Understanding Apartheid Learner's Book（页面存档备份，存于）
- The evolution of the white right
- History of the freedom charter SAHO（页面存档备份，存于）
- Apartheid Museum in Johannesburg（页面存档备份，存于）
- The African Activist Archive Project（页面存档备份，存于） website has material on the struggle against apartheid
- South Africa: Cuba and the South African Anti-Apartheid Struggle by Nicole Sarmiento
- Interview with Dr. Ranginui Walker about the 'No Maoris' tours to South Africa under apartheid（页面存档备份，存于） RadioLIVE interview on the exclusion of Maori from the All Blacks during the tours of South Africa under apartheid.
- The International Centre for Transitional Justice (ICTJ)（页面存档备份，存于） provides resources on the legacy of apartheid and transitional justice in South Africa.
- JSTOR's Struggles for Freedom digital archive on www.aluka.org Collection of primary source historical materials about apartheid South Africa